# Geschiedenis van de analyse (wiskunde)
Analyse is een tak van de wiskunde die ontwikkeld is uit de rekenkunde en de meetkunde. Analyse is het vakgebied dat zich bezighoudt met eigenschappen van functies, zoals extreme waarden, stationaire punten, asymptoten, krommen, hellingen van raaklijnen en door krommen omsloten oppervlaktes. Kernbegrippen van de analyse vormen de afgeleiden, integralen en limieten. Zie analyse (wiskunde) voor een overzicht van de hedendaagse analyse.
De ontwikkeling van de analyse wordt aan Leibniz en Newton toegeschreven. Ook Barrow, Descartes, de Fermat, Hudde en Huygens hebben eraan gewerkt. Een van de belangrijkste redenen om analyse te ontwikkelen was om het raaklijnprobleem op te lossen, d.w.z het construeren van de raaklijn in een punt aan een kromme c.q. het berekenen van de helling ervan.
Dit artikel geeft een overzicht van de geschiedenis van de analyse.

## Wegbereiders van de analyse
De ontdekking van de integraal- en differentiaalrekening is eind 17e eeuw gedaan door Newton en Leibniz. Ze bouwden daarbij voort op eerder wiskundig werk van een aantal wegbereiders.
René Descartes (1596-1650) en Pierre de Fermat (1601-1665) zijn twee Fransen, die een enorme bijdrage hebben geleverd aan het ontstaan van de wiskundige analyse. Ze bedachten, onafhankelijk van elkaar en ongeveer gelijktijdig, de analytische meetkunde. Beiden legden het verband tussen algebraïsche vergelijkingen en meetkundige krommen van punten, waarvan de coördinaten aan die vergelijkingen voldoen. Vermeldenswaard is het verschil in benadering: Fermat ging altijd uit van een kromme, gegeven door een vergelijking, terwijl Descartes een kromme als een meetkundig object zag, waaraan hij in sommige gevallen een vergelijking kon verbinden. Beide mannen zetten hun werk voort en hebben daarbij ook aan de fundamentele problemen van de analyse gewerkt: het vinden van raaklijnen, oppervlakken en extremen.
Descartes ontwikkelde zijn 'methode van normalen', die hem in staat stelde de normaal (en dus ook de raaklijn) in een punt aan een kromme te construeren. Het nadeel van zijn methode was dat deze alleen werkte voor krommen waarvan de vergelijking een polynoom was, en dat de methode veel rekenwerk kostte.
Fermat hield zich bezig met het vinden van extremen van functies (in de praktijk slechts polynomen). Hij ontwikkelde hiervoor zijn 'methode van adequaliteit'. Fermat was in staat de oppervlakte te bepalen onder krommen van de vorm:
{\displaystyle y=x^{n}\,}
met {\displaystyle n} een geheel getal ({\displaystyle n\neq -1}). Dit deed hij echter niet via de hoofdstelling van de integraalrekening (die moest nog worden bedacht), maar door steeds slimme sommaties met oneindig veel rechthoekjes toe te passen.
In de loop van de 17e eeuw waren er meer mensen die zich bezighielden met oppervlaktes en raaklijnen en soms wat bijdroegen. Een paar significante voorbeelden zijn: John Wallis (1616-1703), Nikolaus Mercator (1620-1687) en James Gregory (1638-1675).
Wallis bepaalde de oppervlakte onder een kromme:
{\displaystyle y=x^{(p)/(q)}\,}
door sommatie. Mercator introduceerde een machtreeks; hij bepaalde de machtreeks voor de natuurlijke logaritme. Gregory vond de machtreeksen van een aantal trigonometrische functies zoals de arcsinus, de arctangens en de tangens.
Er waren rond 1650 dus al methoden ontwikkeld om in specifieke gevallen oppervlakken en raaklijnen te bepalen. Hier past wel de aantekening dat de toenmalige benadering veel meetkundiger was dan de huidige. Het ging steeds om het construeren van een raaklijn, en niet om het vinden van een richtingscoëfficiënt, de numerieke waarde van de helling van die raaklijn. Bovendien beschouwde geen van bovengenoemde heren oppervlakte als een functie van de {\displaystyle x}-coördinaat: men nam meestal de oppervlakte van {\displaystyle x=0} tot {\displaystyle x=1}. Het is daarom niet verwonderlijk dat geen van hen de hoofdstelling van de integraalrekening gevonden heeft. Hiervoor is het immers noodzakelijk de oppervlakte weer als een functie op te vatten en te differentiëren. (Barrow, de leraar van Newton, vond deze stelling wel, maar zag niet hoe belangrijk deze was.)

## Newton (1642-1727)
Isaac Newton bestudeerde de Elementen van Euclides, de Clavis Mathematicae van William Oughtred, een populair boek over rekenen en algebra, la Geometrie van René Descartes, het werk van Viète en de Arithmetica Infinitorum van John Wallis. Newton kreeg in 1667 een opleidingsplaats aan de Universiteit van Cambridge, hij werd er fellow - te vergelijken met een AiO-plaats - en bemachtigde in 1667 een 'postdoc-positie'. In 1669 volgde Newton Isaac Barrow op als Lucasian professor.
Newton maakte aantekeningen bij boeken, die de inhoud van die boeken ver overtroffen. Een voorbeeld zijn de Annotations from Wallis, waarin Newton het binomium dat naar hem is genoemd, als commentaar opschrijft tijdens het lezen van de Arithmetica Infinitorum.
Bijzonder aan Newtons wiskundige werk - hij was in de eerste plaats natuurkundige - is dat hij er geen letter van publiceerde. Zijn ideeën over analyse moeten zich grotendeels gevormd hebben tussen 1660 en 1670, maar zijn resultaten werden slechts bekend via zijn - soms cryptische - brieven, en via "collegedictaten", aantekeningen van zijn studenten. Veel van zijn manuscripten kwamen in het informele circuit in Engeland terecht. Twee van deze manuscripten staan hier centraal:
De analysi per aequationes numero terminorum infinitas, ±1669
'Over analyse met vergelijkingen van oneindig veel termen'
Tractatus de methodis serierum et fluxionum, ±1671
'Verhandeling over de methoden van reeksen en fluxen'

### Differentiëren
Voor Newton was analyse vooral toegepaste mechanica. Hij beschouwde zogenaamde fluents, die met een bepaalde snelheid veranderen. Die snelheden noemt hij fluxions. Verder is in vrijwel ieder voorbeeld de fluent de positie van een deeltje en de fluxion dus de snelheid. Een fluxion wordt genoteerd met een puntje op de letter van de betreffende fluent. De Tractatus is in problemen opgedeeld, die steeds beantwoord worden en waar vervolgens voorbeelden van gegeven worden. Newton formuleerde probleem 1 in de Tractatus als volgt:
Probleem 1: Gegeven een relatie tussen fluents, vind de relatie van de fluxions.
Newton denkt hierbij dus aan een kromme: {\displaystyle f(x,y)=0} en hieruit probeert hij een relatie tussen de fluxen te vinden. In onze terminologie gebruikt hij:
{\displaystyle {\frac {df}{dx}}\cdot {\frac {dx}{dt}}+{\frac {df}{dy}}\cdot {\frac {dy}{dt}}=0}
Hierbij geeft hij het volgende voorbeeld. Laat gegeven zijn:
{\displaystyle x^{3}-axx+axy-y^{3}=0\,}
De instructie van Newton luidt nu: Laat {\displaystyle m} en {\displaystyle n} de fluxen van {\displaystyle x} en {\displaystyle y} zijn. Begin met {\displaystyle x}. Vermenigvuldig elke term met zijn dimensie (de exponent van {\displaystyle x},) en vervolgens met {\displaystyle (m)/(x)}. Hier krijg je dan:
{\displaystyle 3mxx-2max+may\,}
Doe hetzelfde voor {\displaystyle y}: (nu met {\displaystyle n} in plaats van {\displaystyle m})
{\displaystyle -3nyy+anx\,}
Tel op en stel op nul:
{\displaystyle 3mxx-2amx+amy-3nyy+anx=0\,}
Newton behandelt ook het probleem van de extremen en wel heel pedagogisch verantwoord. Hij gebruikt namelijk hetzelfde voorbeeld.
Probleem 3: Gegeven een relatie tussen fluents, vind de extreme waarden van de fluents.
Hier gaf Newton het standaard (intuïtieve) argument dat in een extreem van bijvoorbeeld {\displaystyle x} de fluxion van {\displaystyle x} nul is. Hij schreef de vergelijking op die je krijgt om zo'n extreem te vinden en zegt dat je deze zou kunnen oplossen (maar besteedt daar geen aandacht aan). Opmerkelijk is dat Newton niet zegt hoe je zonder plaatje kunt zien of een extreem een lokaal minimum of maximum is. Waarschijnlijk achtte hij dit altijd uit de context duidelijk.

### Integreren
In probleem 9 van de Tractatus behandelde Newton wat nu de hoofdstelling van de integraalrekening heet: integreren en differentiëren zijn elkaars inverse.
Probleem 9: het bepalen van de oppervlakte onder elke gegeven kromme
(het woord 'elke' in deze titel moet niet te serieus genomen worden).
De hoofdstelling van de integraalrekening was voor Newton volkomen evident: hij beschouwde een stuk oppervlak als voortgebracht door een bewegende lijn met als lengte de functiewaarde. Het is dan `logisch' dat de snelheid waarmee dat oppervlak groter wordt in een punt gelijk is aan de functiewaarde in dat punt. Newton gaf wel een iets langer argument, maar dat levert niet meer rechtvaardiging dan het bovenstaande.
Chronologisch gezien komt het artikel de Analysi eerder dan de Tractatus. De meeste zaken die in de Analysi behandeld zijn worden in de Tractatus nog een keer behandeld. Echter, Newton voerde in de Tractatus een aantal generalisaties door waardoor zijn integratietechniek niet zo helder is. Hij richtte zich meer op het oplossen van wat algemenere differentiaalvergelijkingen.
In de Analysi staat een duidelijke handleiding van Newton over hoe primitieven gevonden moet worden.
Deze handleiding bestaat uit 3 regels:
1. {\displaystyle \int ax^{p/q}dx={\frac {aq}{p+q}}x^{(p+q)/q}}
2. De integraal van een som van termen van de vorm van regel 1 is de som van de integralen.
3. Elke functie die niet van deze vorm is ontwikkel je in een machtreeks. Integreer deze machtreeks termsgewijs (met regel 2).

Hier is vooral 3 enigszins anders opgeschreven dan in het origineel. Voor Newton was een machtreeks namelijk gewoon een soort polynoom, dus hij maakte geen woorden vuil aan het termsgewijs integreren.
Newtons rechtvaardiging voor het gebruik van machtreeksen is vrij zwak. Hij zegt: zoals je getallen in machten van 10 kunt ontwikkelen op de bekende manier kun je functies in machten van {\displaystyle x} ontwikkelen. Vervolgens voert hij op machtreeksen dezelfde bewerkingen uit als op polynomen, zonder enige rechtvaardiging. Belangrijk punt is hier - en dat zag Newton waarschijnlijk ook wel - dat de gevonden antwoorden in zijn voorbeelden juist zijn.
Het geheel werd door Newton aangevuld met een stel voorbeelden. De voorbeelden bij de regels 1 en 2 zijn niet erg interessant. Bij regel 3 gaf Newton echter 2 interessante voorbeelden:
Via een elementaire staartdeling vindt Newton:
{\displaystyle {\frac {a^{2}}{b+x}}={\frac {a^{2}}{b}}-{\frac {a^{2}x}{b^{2}}}+{\frac {a^{2}x^{2}}{b^{3}}}-\ldots \,}
En dus:
{\displaystyle \int {\frac {a^{2}}{b+x}}dx={\frac {a^{2}x}{b}}-{\frac {a^{2}x^{2}}{2b^{2}}}+{\frac {a^{2}x^{3}}{3b^{3}}}-\ldots \,}
Deze expressie (met {\displaystyle a=1} en {\displaystyle b=1}) gebruikt hij om bijvoorbeeld {\displaystyle \ln {1.1}} tot op 50 cijfers te berekenen.
Het tweede voorbeeld gaat over het trekken van een wortel. Met een algoritme om wortels te trekken (principe: orde voor orde) vindt Newton:
{\displaystyle {\sqrt {a^{2}+x^{2}}}=a+{\frac {x^{2}}{2a}}-{\frac {x^{4}}{8a^{3}}}+{\frac {x^{6}}{16a^{5}}}-\ldots }
Dus:
{\displaystyle \int {\sqrt {a^{2}+x^{2}}}dx=ax+{\frac {x^{3}}{6a}}-{\frac {x^{5}}{40a^{3}}}+{\frac {x^{7}}{112a^{5}}}-\ldots }
Het gebruik van machtreeksen is een van de belangrijkste onderwerpen in het werk van Newton. Hierdoor konden veel meer functies dan voordien geïntegreerd worden. Newton meende dat hiermee `elke' kromme geïntegreerd kan worden, maar dit is overdreven (en Newton geeft geen algemene definitie van een kromme).

## Leibniz

### Reeksontwikkelingen
Gottfried Wilhelm Leibniz (1646-1716) was rond 1672 in zijn wiskundige kennis beperkt tot de meesterwerken van de oude Grieken. Om zich wiskundig verder te ontwikkelen moest hij leren wat de huidige ontwikkelingen in de wiskunde waren. Daarom vertrok hij naar Parijs. Het kwam hem daarom goed uit dat hij Christiaan Huygens ontmoette. Huygens stuurde Leibniz in zijn studie in het bestuderen van actuele problemen. Hij verkreeg ongepubliceerde manuscripten van Pascal en van Descartes. Huygens vroeg hem de som {\displaystyle S} van de omgekeerde driehoeksgetallen uit te rekenen. Leibniz loste het probleem als volgt op. Eerst deelde hij de reeks door twee en verkreeg daarmee
{\displaystyle {\frac {S}{2}}=\sum _{n=1}^{\infty }{\frac {1}{n(n+1)}}}
Hij zag in dat dit gelijk is aan
{\displaystyle {\frac {S}{2}}=\sum _{n=1}^{\infty }\left({\frac {1}{n}}-{\frac {1}{n+1}}\right)=\lim _{n\to \infty }\left(({\frac {1}{1}}-{\frac {1}{2}})+({\frac {1}{2}}-{\frac {1}{3}})+\dots +({\frac {1}{n}}-{\frac {1}{n+1}})\right)=1}
De uitdrukking tussen de haakjes na de limiet heet tegenwoordig telescoopsom. En Leibniz concludeerde zodoende dat {\displaystyle S=2}.
Leibniz werd erg handig in het berekenen van oneindige sommen door de getallen in de harmonische driehoek te gebruiken. Dit zegt iets over zijn interesse in sommen en verschillen, die hij later bij de ontwikkeling van de analyse zou gebruiken. Leibniz wist bijvoorbeeld het volgende. Zij
{\displaystyle a_{1},a_{2},a_{3},a_{4},\dots ,a_{n},a_{n+1}}
een stijgende rij getallen met verschillen {\displaystyle b_{i}=a_{i+1}-a_{i}}. Voor de rij getallen:
{\displaystyle b_{1},b_{2},b_{3},\dots ,b_{n}}
is dan:
{\displaystyle \sum _{k=1}^{n}b_{k}=a_{n+1}-a_{1}}
Eerder dan uit de 'fluxes' en 'fluxions' van Newton, ontwikkelde Leibniz de analyse uit dit idee.

### Ontwikkeling van de analyse
In 1673 bezocht Leibniz Londen. Hij werd als lid van de 'Royal Society' gekozen. Hij bracht zijn model voor een 'rekenmachine' mee. Hier zag hij een aantal van Newtons manuscripten en was erg onder indruk. Later zou dit voor Newton nog een reden vormen om Leibniz van plagiaat te beschuldigen. Het is mogelijk dat hij Newtons de Analysi gezien heeft, maar het is onwaarschijnlijk dat Leibniz hier veel aan heeft gehad, vanwege zijn gebrekkige kennis van de meetkunde en de analyse. Hij praatte met een aantal belangrijke personen, zoals Robert Boyle, Robert Hooke en John Pell. Pell wees Leibniz op zijn gebrekkige wiskundige kennis. Leibniz ging terug naar Parijs om hogere meetkunde te bestuderen met hulp van Huygens. Nog steeds in 1673 ontwikkelde hij zijn algemene methode om hellingen te berekenen. De drie volgende jaren maakte Leibniz een enorme wiskundige ontwikkeling door en formuleerde de fundamentele principes van de analyse.
Leibniz' resultaten op het gebied van sommen en verschillen waren niet nieuw. Het feit dat veel van zijn kennis zelf aangeleerd was leidde vaak tot het herontdekken van reeds bestaande wiskunde. Het belangrijke van wat hij deed met sommen en verschillen was dat hij deze begrippen ging bekijken in de meetkunde. Hij bekeek wat sommen en verschillen bij krommen inhielden. Een kromme bekeek hij als een veelhoek met oneindig veel zijdes.
De verschillen liet hij tot nul naderen, waardoor het differentialen werden. Voor het verschil gebruikte hij het symbool {\displaystyle d} (van differentia) en voor de som het symbool {\displaystyle \int ,} wat een uitgerekte s (van summa) moet voorstellen. Analoog aan de discrete sommen volgt het dat {\displaystyle \int dy=y}. Maar een oneindige sommatie van eindige termen {\displaystyle \int y} kan heel goed oneindig zijn, dus vermenigvuldigde Leibniz {\displaystyle y} met {\displaystyle dx} en verkreeg de oneindige kleine oppervlakte {\displaystyle ydx}, hetgeen wel weer gewoon geïntegreerd kan worden. Merk op dat Leibniz in staat was {\displaystyle dx}, {\displaystyle dy} of de 'zijde van de veelhoek' {\displaystyle ds} constant te kiezen. (Zie voorbeeld verderop in dit artikel.) Omdat hij de analyse vanuit het idee van sommen en verschillen als tegengestelde operaties ontwikkelde, is de geldigheid van de hoofdstelling van de integraalrekening volgens hem 'evident'.

### De eerste publicatie van de analyse

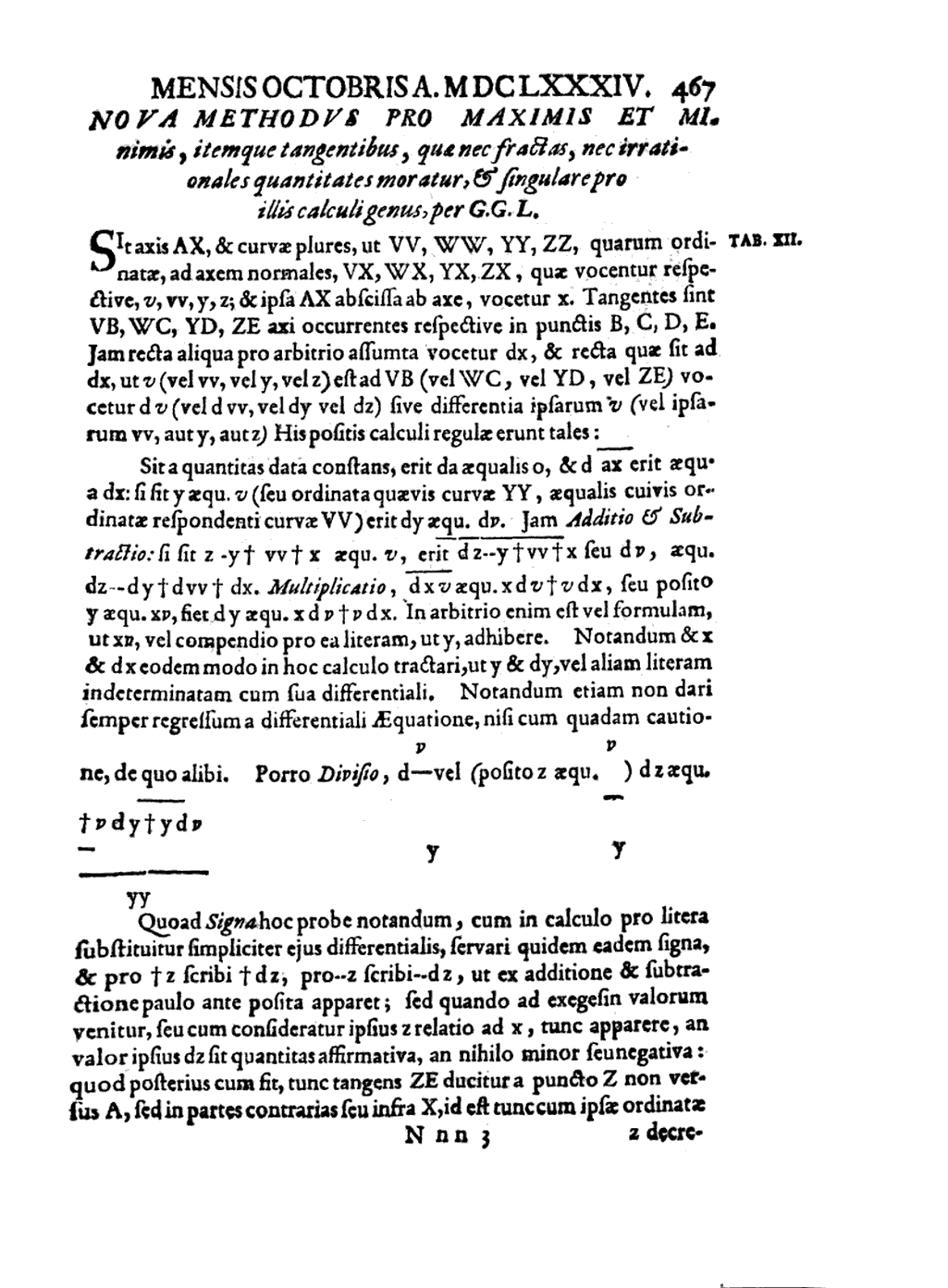
Leibniz: Nova methodus pro maximis et minimis, Acta Eruditorum, oktober 1684. Eerste pagina.

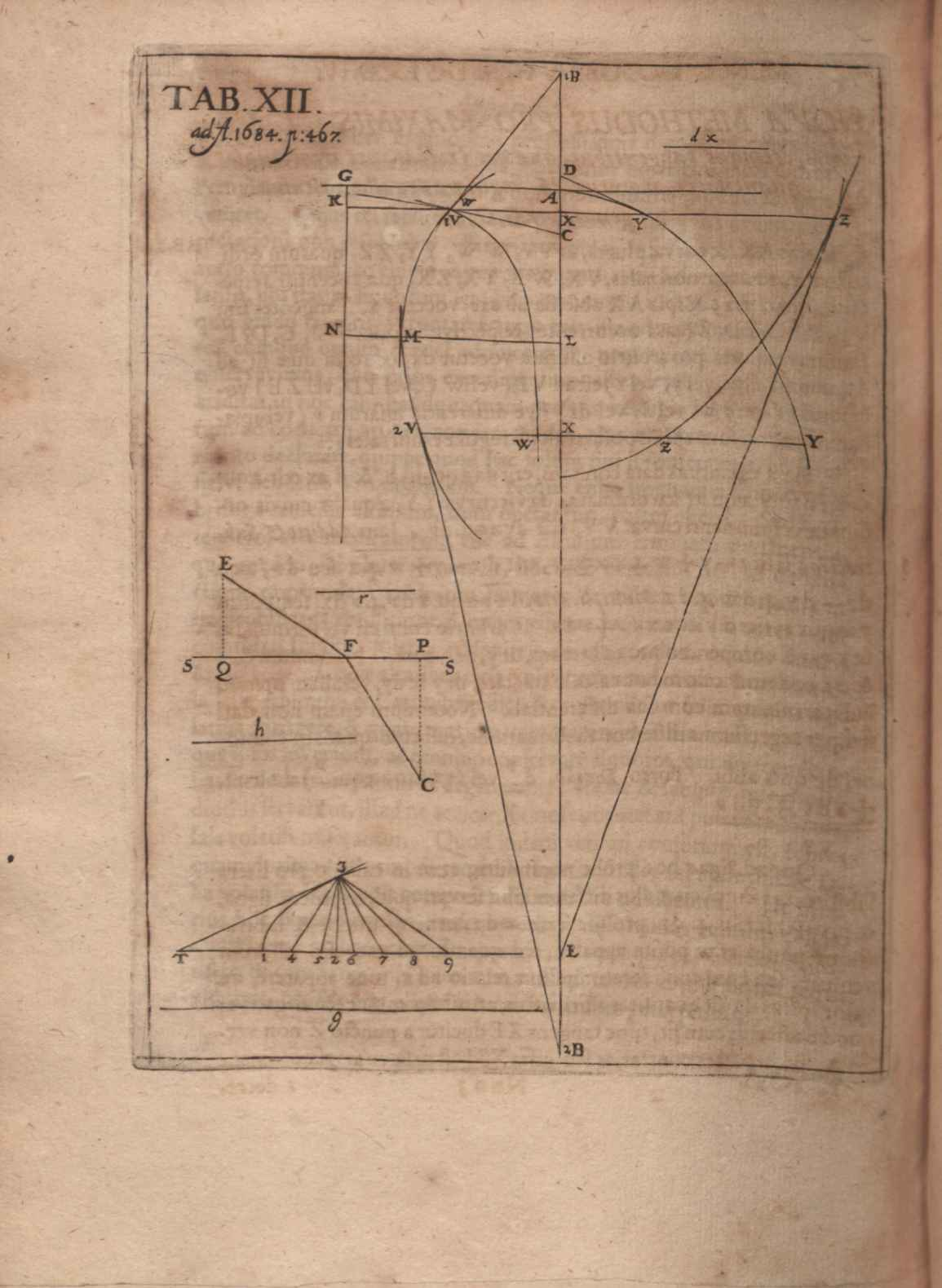
Grafieken bij Leibniz' artikel van 1684

Leibniz zat een beetje in over zijn gebruik van infinitesimalen. Omdat dit begrip niet goed gedefinieerd was, wist hij dat het veel kritiek op zou leveren. Dus in de eerste publicatie van de analyse introduceerde hij {\displaystyle dx} als een willekeurig eindig lijnstuk. Hij publiceerde dit artikel in 1684 in de Acta Eruditorum, een wetenschappelijk tijdschrift waar hij zelf aan meewerkte. Dit artikel draagt de lange titel: Nova Methodus pro Maximis et Minimis, itemque tangentibus, qua nec fractas, nex irrationales quantitates moratur, et singulare pro illi calculi genus
Hij begon met het 'definiëren' van de symbolen die hij gebruikte. Hij 'definieert' {\displaystyle dx} en {\displaystyle dv} als lijnsegmenten die hetzelfde quotiënt hebben als {\displaystyle x} en {\displaystyle v}. Leibniz zei niet dat deze grootheden infinitesimaal zijn. Vervolgens gaf hij een aantal regels van de analyse, waaronder de productregel en de quotiëntregel. Hij legde uit wat het inhoudt als {\displaystyle dx} nul of oneindig is en wat de tweede differentiaal {\displaystyle d(dx)} representeert. Hierna vertelt Leibniz dat {\displaystyle dx^{a}=ax^{a-1}dx} (als {\displaystyle a} constant wordt gekozen) en gaf een aantal voorbeelden van deze regel, waaronder gebroken en negatieve exponenten.
Hij beweerde:
'Het algoritme van deze analyse kennende, wat men differentiaalrekening kan noemen, kunnen alle differentiaalvergelijkingen met dezelfde methode worden opgelost.'
Dit was een beetje te optimistisch. Vervolgens legt hij uit dat zijn methode erg gemakkelijk is en veel algemener dan andere methoden. Leibniz introduceert de term transcendental. Hierna legt hij uit hoe hij een kromme ziet als een veelhoek van oneindig veel zijden, met als zijden de differentialen dv.
Hij introduceert zijn notatie ':' voor vermenigvuldiging, hetgeen nog steeds veel gebruikt wordt. Vervolgens geeft hij een voorbeeld van een erg ingewikkelde vergelijking, om te laten zien dat zijn methode dan nog steeds werkt.
Daarna laat hij zien hoe hij met zijn methode de formule kan afleiden voor de breking van licht wanneer het van het ene medium naar het andere gaat. Het resultaat is een eenvoudige uitdrukking voor de sinus van de hoek van inval gedeeld door de sinus van de hoek van uitval.
Aan het eind van zijn artikel geeft Leibniz nog twee andere voorbeelden van het gebruik van zijn methode; hieronder ook een oplossing van het probleem dat De Beaune voorstelde aan Descartes. Opnieuw lost Leibniz het probleem met zijn differentiaalrekening zonder veel moeite op.
Hij presenteert het artikel op een opmerkelijke manier. In het begin geeft hij een lijst met regels van zijn differentiaalrekening. Hij bewijst geen van deze regels, omdat hij zijn gebruik van infinitesimalen niet kan rechtvaardigen. In plaats hiervan geeft hij een aantal voorbeelden om te laten zien dat zijn methode werkt en zelfs prettig en gemakkelijk. Hij verkoopt zijn nieuwe techniek door problemen op te lossen die daarvoor nog niet zo gemakkelijk waren op te lossen. In plaats van zijn methode te bewijzen geeft hij een show waarin hij laat zien dat het fantastisch werkt.

### Differentiaalvergelijkingen
Net als Newton was Leibniz meer geïnteresseerd in het oplossen van differentiaalvergelijkingen dan het vinden van oppervlakten in het bijzonder. Nu volgt een voorbeeld hoe hij de machtreeksontwikkeling van de sinus afleidde; hiervoor maakte hij gebruik van de differentiaaldriehoek die hij had gezien in Pascals werk en misschien ook in het werk van Barrow.
De differentiaaldriehoek met zijden
{\displaystyle dx}, {\displaystyle dy} en {\displaystyle dt} is gelijkvormig aan de driehoek met zijden {\displaystyle y}, {\displaystyle {\sqrt {1-y^{2}}}} en {\displaystyle 1}. Het volgt dat
{\displaystyle dx={\frac {ydy}{\sqrt {1-y^{2}}}}}
en vanwege de stelling van Pythagoras
{\displaystyle dx^{2}=dt^{2}-dy^{2}\,.}
Het elimineren van {\displaystyle dx} geeft
{\displaystyle dt^{2}-dy^{2}={\frac {y^{2}dy^{2}}{1-y^{2}}},}
hetgeen, zolang {\displaystyle y\neq 1}, equivalent is aan
{\displaystyle dt^{2}=y^{2}dt^{2}+dy^{2}\,.}
Nu mag Leibniz nog een van zijn zijden van de differentiaaldriehoek als constant kiezen. Hij kiest {\displaystyle dt} constant en past zijn differentiaalrekening toe en verkrijgt
{\displaystyle 0=d(y^{2}dt^{2}+dy^{2})=2ydydt^{2}+2dyd(dy)\,.}
Hij deelt de vergelijking door {\displaystyle 2dy} en schreef het als
{\displaystyle d^{2}y/dt^{2}=-y\,.}
Nu loste Leibniz deze differentiaalvergelijking op door aan te nemen dat {\displaystyle y} geschreven kan worden als
{\displaystyle \sum _{n=0}^{\infty }a_{n}t^{n}}.
Hij zag dat er geen termen met even graad aanwezig konden zijn. (Waarschijnlijk door op te merken dat de sinus een oneven functie is en door de ideeën over oneven veeltermen te extrapoleren naar machtreeksen.) Aangezien {\displaystyle \sin 0=0}, moet {\displaystyle a_{0}} gelijk zijn aan {\displaystyle 0}. Vervolgens differentieerde hij twee keer recht door de som heen en verkrijgt de recursieve formule
{\displaystyle -a_{n}=(n+2)(n+1)a_{n+2}\,.}
Nu zegt hij dat {\displaystyle a_{1}=1}. (Het merkte waarschijnlijk op dat als {\displaystyle y} gaat naar {\displaystyle 0} dan gaat {\displaystyle (dy)/(dt)} naar 1.) Op deze manier verkreeg hij de machtreeksontwikkeling van de sinus: (Hij had dit reeds in 1676 ontdekt.)
{\displaystyle \sin(t)=\sum _{k=0}^{\infty }{\frac {(-1)^{k}t^{2k+1}}{(2k+1)!}}.}

## Achttiende en volgende eeuwen
De geschiedenis van de wiskundige analyse begon in de 17e eeuw met de vrijwel gelijktijdige uitvinding van de differentiaal- en integraalrekening door Newton en Leibniz. In de 17e en 18e eeuw werden concepten als de variatierekening, gewone en partiële differentiaalvergelijkingen, Fourieranalyse en voortbrengende functies ontwikkeld voor uiteenlopende toepassingen.
Gedurende de 18e eeuw was de definitie van een functie onderwerp van discussie onder wiskundigen. Cauchy zorgde in de 19e eeuw door zijn introductie van de Cauchyrij als eerste voor een formele basis voor de differentiaal- en integraalrekening. Hij begon ook de formele theorie van de complexe functietheorie te ontwikkelen. Poisson, Liouville, Fourier en anderen bestudeerden partiële differentiaalvergelijkingen en de harmonische analyse.
Riemann introduceerde halverwege de 19e eeuw de later naar hem genoemde  Riemannintegratie, de nu nog meeste gebruikte vorm van integraalrekening. De analyse kreeg enige jaren later door Weierstrass een rekenkundige in plaats van een meetkundige grondslag door zijn invoering van de ε-δ-definitie van de limiet. Vervolgens begonnen wiskundigen zich zorgen te maken over hun tot dan toe onbewezen aanname van het bestaan van een continuüm van reële getallen. Hierop construeerde Dedekind de reële getallen met behulp van de Dedekindsneden.
Rond dezelfde tijd leidden Riemanns pogingen om de integratietheorie te verfijnen en de ontdekking van monsterlijke objecten, zoals nergens continue functies, overal continue maar nergens differentieerbare functies en ruimtevullende krommen, tot de ontwikkeling van de maattheorie door Jordan. De analyse werd in het begin van de 20e eeuw met behulp van de verzamelingenleer geformaliseerd. Lebesgue kwam met een verbeterde maattheorie en Hilbert introduceerde Hilbertruimten om integraalvergelijkingen op te lossen. In de jaren 20 van de 20e eeuw ontwikkelde Banach de functionaalanalyse.